# Henry Selick
Henry Selick (Glen Ridge, 30 novembre 1952) è un regista, produttore cinematografico e scrittore statunitense.

## Biografia
Nato a Glen Ridge, nel New Jersey, e cresciuto nella vicina Rumson, Selick fu affascinato dall'animazione fin da piccolo, quando vide il lungometraggio girato in stop motion da Lotte Reiniger Achmed, il principe fantastico e Il 7º viaggio di Sinbad di Ray Harryhausen. Dopo aver studiato scienze alla Rutgers University ed arte alla Syracuse University e successivamente al Central Saint Martins College of Art and Design a Londra, Selick si iscrisse al California Institute of the Arts per studiare animazione sotto la guida del maestro Jules Engel. Durante la sua permanenza al CalArts due suoi film, Phases e Tube Tales, furono nominati per lo Student Academy Award.
Ha diretto i film d'animazione Nightmare Before Christmas, James e la pesca gigante e Coraline e la porta magica, ed ha collaborato con Tim Burton, produttore dei primi due. Ha ottenuto una candidatura al Premio Oscar nel 2010 al miglior film d'animazione per Coraline e la porta magica.

## Filmografia

### Regista

#### Lungometraggi
- Nightmare Before Christmas (Tim Burton's The Nightmare Before Christmas) (1993)
- James e la pesca gigante (James and the Giant Peach) (1996)
- Monkeybone (2001)
- Coraline e la porta magica (Coraline) (2009)
- Wendell & Wild (2022)

#### Cortometraggi
- Tube Tales (1975)
- Phases (1977)
- Seepage (1981)
- Slow Bob in the Lower Dimensions (1991)
- Moongirl (2005)

### Sceneggiatore

#### Lungometraggi
- Coraline e la porta magica (Coraline) (2009)
- Wendell & Wild (2022)

#### Cortometraggi
- Tube Tales (1975)

- Phases (1977)

- Seepage (1981)
- Slow Bob in the Lower Dimensions (1991)
- Moongirl (2005)

### Altro
- Gli occhi del parco (The Watcher in the Woods) (1980) - design degli alieni
- Red e Toby nemiciamici (The Fox and the Hound) (1981) - animatore
- Twice Upon a Time (1983) - regista di alcune sequenze
- Nel fantastico mondo di Oz (Return to Oz) (1985) - storyboard
- Le avventure acquatiche di Steve Zissou (The Life Aquatic with Steve Zissou) (2004) - effetti speciali subacquei

## Riconoscimenti
- Premio Oscar
  - 2010 – Candidatura al miglior film d'animazione per Coraline e la porta magica
- Premio BAFTA
  - 2010 – Candidatura al miglior film d'animazione per Coraline e la porta magica